# Ida Kamińska
Ida Kamińska (nacida el 18 de septiembre de 1899, fallecida el 21 de mayo de 1980) fue una actriz de teatro y cine, directora teatral, traductora teatral y maestra de actuación polaca. Fue reconocida principalmente por sus múltiples interpretaciones en el teatro y por ser la hija de Ester Rachel Kamińska más conocida como La reina del teatro judío.A menudo, en sus propios papeles, Kamińska retrató una sucesión de mujeres sabias y heroicas.
El Teatro Judío de Varsovia, Polonia, lleva su nombre en su honor. En su dilatada carrera, Kamińska produjo más de 70 obras y actuó en más de 150 producciones. También escribió dos obras de teatro propias y tradujo muchas obras al yiddish. Fue una de las pocas directoras de escena de la Polonia de entreguerras, y tradujo, representó y actuó en decenas de obras de autores como la novelista polaca Eliza Orzeszkowa y artistas como Romain Rolland, Eugene O'Neill y Nikolai Gogol, como así como en los clásicos yiddish. La Segunda Guerra Mundial interrumpió su carrera y luego emigró a los Estados Unidos, donde continuó actuando. En 1967, se dirigió a sí misma en el papel principal de Madre Coraje y sus hijos en BroadwayEn 1973, publicó su autobiografía, titulada Mi vida, mi teatro.
Debido a su actuación en la película La tienda de la Calle Mayor en 1965 dirigida por Ján Kadár y Elmar Klos, Kamińska fue nominada en los Premios Oscar a la Mejor Actriz y la película resultó ser ganadora como Mejor Película de Habla no Inglesa. Además fue nominada en los Globos de Oro y obtuvo un reconocimiento especial de actuación en el Festival de Cannes.

## Biografía

### Primeros años
Nació en Odessa , Imperio ruso (ahora Ucrania), hija de la actriz de teatro yiddish Ester Rachel Kamińska (1870–1925) y actor, director y productor de teatro Abraham Izaak Kamiński (1867–1918). Su hermana era Regina Kamińska, quien también era actriz. Su hermano era Joseph Kaminski, un compositor.
En 1916 se graduó de la escuela secundaria y debutó en el escenario del Teatro Judío de Varsovia, fundado por sus padres en 1913. Durante dos años actuó principalmente en representaciones de opereta. Tras la muerte de su padre en 1918, se fue con su madre a actuar a Ucrania, de donde regresó en 1921.
En 1918 se casó con el actor y director yiddish Zygmunt Turkow (1896-1970), que era miembro de la compañía de sus padres. Ella y Turkow tuvieron una hija, Ruth Kamińska-Turkow, que nació en 1919. Después de una gira de tres años por el teatro Kamiński en la Unión Soviética, la joven pareja se estableció en Varsovia y juntos establecieron el Arte Judío de Varsovia.

### Después de la Segunda Guerra Mundial
Después de la guerra, Kamińska y su familia regresaron a Varsovia. La población judía polaca había sido diezmada por los acontecimientos del Holocausto. Sin embargo, Kamińska y Melman tomaron la decisión de intentar restablecer el teatro judío. Un teatro yiddish reabrió en Varsovia en noviembre de 1946. En 1949, el gobierno polaco otorgó un subsidio para el establecimiento del Teatro Estatal Judío de Polonia, con Kamińska como directora artística.
El compositor Shaul Berezovsky , que también había regresado a Polonia después de la guerra, escribió música para este nuevo teatro. En su primera etapa, el teatro viajó entre las ciudades de Łódź (1949-1953) y Wrocław (1953-1955). En 1955, se estableció de forma permanente en Varsovia, como el Teatro Judío Estatal , más tarde llamado así por Ida y su madre Ester (Teatro Judío Estatal Ester Rachel Kamińska e Ida Kamińska). Ida Kamińska continuó dirigiendo el teatro hasta 1968.
En 1957, realizó una gira por Israel por primera vez, donde actuó para el Primer Ministro.
En 1965, interpretó a la Sra. Lautmann en la película checoslovaca La tienda de la Calle Mayor ( Obchod na korze, dirigida por Ján Kadár y Elmar Klos ), por la que recibió una nominación al Premio Oscar a la Mejor Actriz en los 39 Premios de la Academia .
En protesta contra una campaña antisemita del gobierno durante los acontecimientos de marzo de 1968 , abandonó Polonia para siempre en julio de 1968, primero a Israel y finalmente a Nueva York.
Su último papel fue El ángel Levine (1970), dirigida por Ján Kadár.

## Muerte y legado

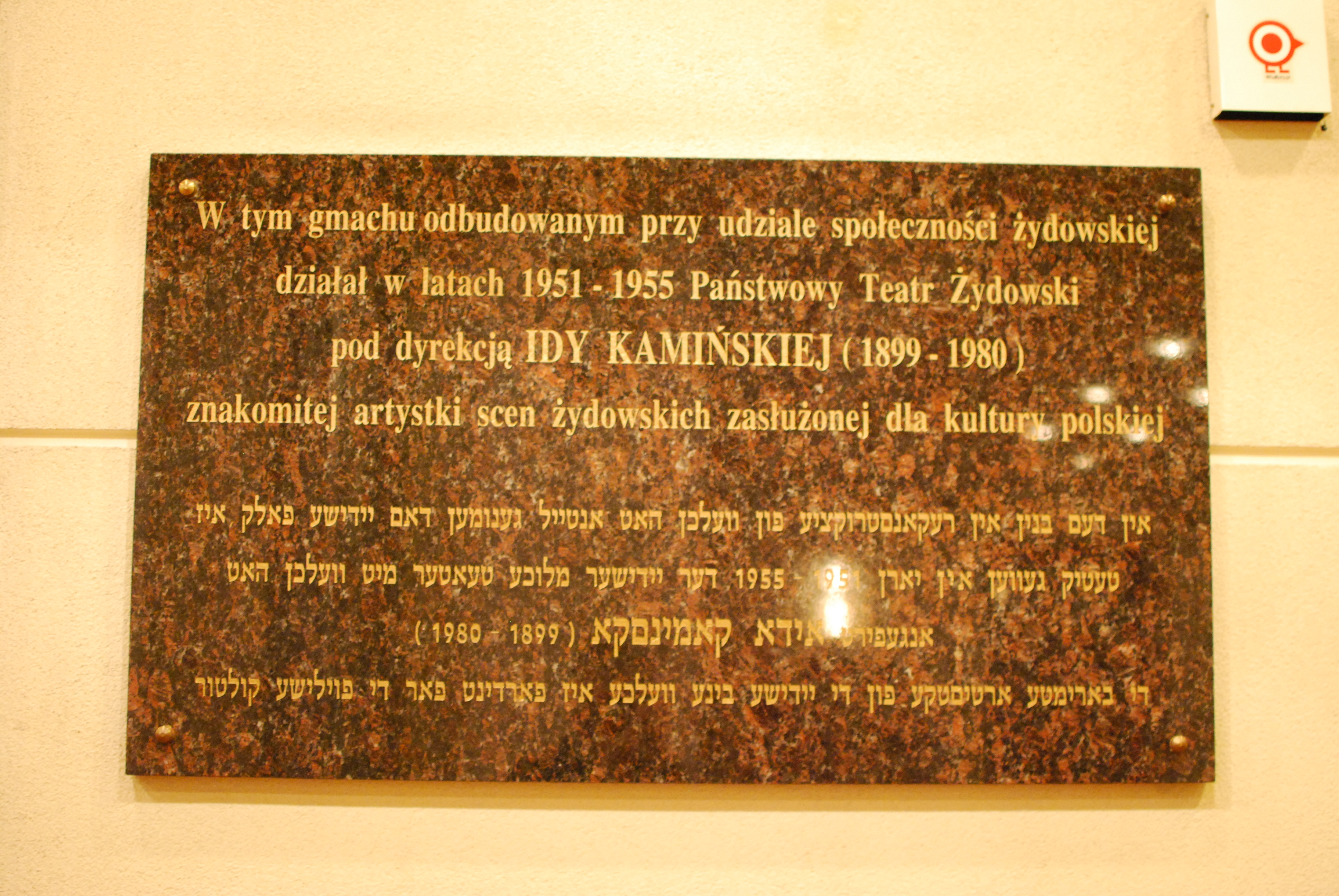
Placa conmemorativa de Kamińska en el Teatro Łódź.

Ida Kamińska murió de una enfermedad cardiovascular en 1980, a los 80 años. Su esposo, Meir Melman, había muerto en 1978.
Fue enterrada en la sección de teatro yiddish del cementerio Mount Hebron en Flushing, Nueva York. También está enterrada en el monte Hebrón la operadora de teatro yiddish-estadounidense Molly Picon. 
En 2014, el Teatro Judío de Varsovia realizó una exposición especial en su honor. La exhibición presentó trajes usados por Kamińska, así como fotografías y recuerdos de su estimada carrera. 

En 2024 recibió una estrella en el Paseo de la Fama de Łódź, en la calle Piotrkowska.

## Carrera
Durante su vida, Kamińska interpretó 124 papeles, dirigió 65 representaciones, tradujo 58 obras de teatro al yiddish , realizó varias adaptaciones dramatúrgicas y escribió dos obras.

### En el Teatro

#### Como directora
Teatro judío en Varsovia
- 1968: diez de nosotros éramos hermanos
- 1966: señor David
- 1966: Sure Szejndł
- 1965: Meir Ezofowicz
- 1964: ¡ Cierren los bunkers!
- 1964: certificado de matrimonio
- 1963: sin hogar
- 1963: factura
- 1963: Serkełe
- 1962: experimento
- 1961: un barco solitario
- 1960: Meir Ezofowicz
- 1960: Miedo y miseria del Tercer Reich
- 1959: Mejłech Frejłech
- 1958: los árboles mueren de pie
- 1958: Glikl Hameln
- 1958: Kune-Lemł
- 1956: un hombre exitoso
- 1955: Mirełe Efros

Teatro judío en Łódź
- 1954: Juliusz y Ethel
- 1954: telaraña
- 1953: Meir Ezofowicz
- 1953: casa en el gueto
- 1952: tragedia optimista
- 1952: Glik Hameln exige ...
- 1952: Sr. Jowialski
- 1951: Dr. A. Lesna
- 1951: familia
- 1950: personas. Jaknehuz. Padre habo
- 1949: en una noche de invierno
- 1948: culpable sin culpa
- 1948: Glikl Hameln exige ...
- 1948: Disparos en la calle Długa
- 1948: abogado

Teatro judío de Baja Silesia en Breslavia
- 1955: profesor Mamlock
- 1955: Madre Rywa
- 1954: chicas en cortinas
- 1954: Juliusz y Ethel
- 1954: telaraña
- 1953: Meir Ezofowicz
- 1950: familia
- 1950: Jakenhuz. Ojeem habo. personas
- 1947: esta noche
- 1947: dos Kune-Lemł

### En el cine
- 1970: Mój anioł stróż
- 1967: Czarna suknia
- 1965: Obchod na korze
- 1948: Ulica Graniczn
- 1939: Bezdomni
- 1924: Ślubowanie
- 1916: Małżeństwo na rozdrożu
- 1914: Macocha
- 1913: Kara Boża
- 1913: Bigamistka
- 1912: Mirełe Efros

## Premios y distinciones
Premios Óscar
| Año  | Categoría               | Película                    | Resultado |
| ---- | ----------------------- | --------------------------- | --------- |
| 1967 | Oscar a la mejor actriz | La tienda de la calle mayor | Candidata |

Premios Globos de Oro
| Categoría             | Película                    | Resultado |
| --------------------- | --------------------------- | --------- |
| Mejor Actriz de Drama | La tienda de la Calle Mayor | Nominada  |

Festival de Cannes
| Categoría                           | Película                    | Resultado |
| ----------------------------------- | --------------------------- | --------- |
| Mención Honorífica de Interpetación | La tienda de la Calle Mayor | Ganadora  |

### Condecoraciones
- Cruz de Oficial de la Orden de Polonia Restituta (1951)
- Orden de la Bandera del Trabajo, 1.a clase (1959)
- Orden de la Bandera del Trabajo, 2.a clase (1949)
- Medalla del décimo aniversario de la República Popular de Polonia (1955)
- Insignia del 1000 aniversario del Estado polaco (1967)